# Електрометалург (стадіон)
Електрометалург — стадіон у місті Нікополь Дніпропетровської області, Україна. Вміщує 7200 чоловік.
Стадіон розташований поблизу Каховського водосховища в міському парку Перемоги.
Був домашнім стадіоном ФК «Металург». В даний час він приймає матчі ФК «Нікополь».

## Галерея

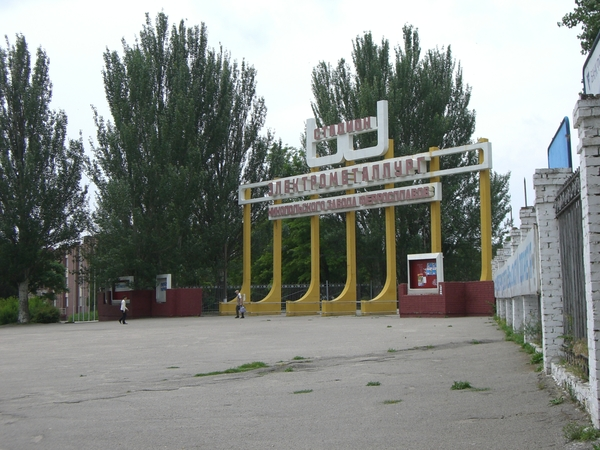
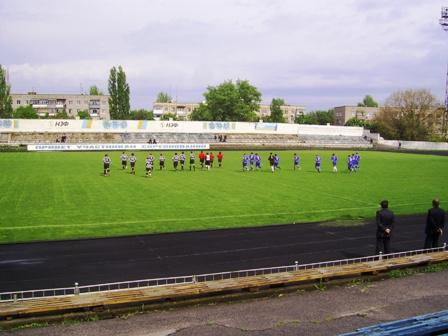

## Зовнішні посилання
- Стадіон Електрометалург [Архівовано 9 липня 2017 у Wayback Machine.]. Europlan.